# Aktivierte Gerinnungszeit
Die Aktivierte (Blut-)Gerinnungszeit (englisch Activated clotting time, ACT) ist ein Messwert der Blutgerinnung und gibt an, nach welcher Zeit Vollblut durch die Zugabe von Kaolin zu gerinnen beginnt (Generierung der Koagulation).
Die ACT wird insbesondere zur patientennahen schnellen Untersuchung der Blutgerinnung eingesetzt (POCT), um die erforderliche Blutgerinnungshemmung mit Heparin bei Nutzung von einer Dialyse oder Herz-Lungen-Maschine zu überwachen. Der Vorteil gegenüber anderen Gerinnungstest wie zum Beispiel aPTT ist, dass das Patientenblut nicht vor der Testung zentrifugiert werden muss, sondern bei der ACT Vollblut sofort in das Messgerät eingebracht werden. Messwerte stehen damit binnen weniger Minuten zur Verfügung. Ein weiterer Vorteil der ACT ist, dass sie auch bei starker Heparinisierung noch eine Messung der Blutgerinnungshemmung ermöglicht, wobei die aPTT in den nicht mehr messbaren Bereich verlängert wäre.
Der Normalwert für die ACT ist abhängig vom Hersteller um 80–100 Sekunden und sollte zum Beispiel bei Anschluss an die Herz-Lungen-Maschine um 400–600s, in der therapeutischen Elektrophysiologie > 250 Sekunden, bei besonderes hohem thrombembolischem Risiko > 300 Sekunden und bei der Verwendung einer ECMO 180–200 Sekunden sein.